# Säulkees
Säulkees eller Säulfrostnitzkees är en glaciär i Österrike. Den ligger i förbundslandet Tyrolen, i den centrala delen av landet. Säulkees ligger 3 050 till 2 800 meter över havet.
Säulkees ligger nordväst om berget Säulkopf, 3 209 meter över havet.
Trakten runt Säulkees består i huvudsak av alpin tundra och andra isformationer.